# Harry Anderson
Harry Anderson, właśc. Harry Laverne Anderson (ur. 14 października 1952 w Newport, zm. 16 kwietnia 2018 w Asheville) – amerykański aktor, komik, magik. 
Odtwórca roli Davida Barry’ego w sitcomie CBS Świat według Dave’a (1993–1997). Jako iluzjonista stworzył dla telewizji kilka występów magicznych/komediowych, w tym Harry Anderson’s Sideshow (1987). 

## Wczesne lata
Urodził się w Newport na Rhode Island jako jedno z trójki dzieci Suzanne Johnson i Harry’ego Andersona, sprzedawcy. Mieszkał w wielu miastach, w tym w Chicago, Nowym Jorku, Saint Louis i Nowym Orleanie. Po przeprowadzce do Los Angeles w Kalifornii, w wieku 16 lat odniósł sukces jako magik i dołączył do Dante Magic Club. Mając 17 lat występował na ulicach San Francisco dla pieniędzy jako uliczny magik. W 1970 ukończył North Hollywood High School.

## Kariera
W latach 1981–1985 występował w programie Saturday Night Live. Wziął udział w skeczu w programie komediowym NBC Twilight Theatre (1982) u boku Roddy’ego McDowalla, Steve’a Martina, Shelley Duvall i Michaela Yorka. Od 21 października 1982 do 18 marca 1993 grał postać oszusta Harry’ego „The Hata” Gittesa w sitcomie NBC Zdrówko (Cheers). Od 4 stycznia 1984 do 31 maja 1992 występował w roli sędziego Harolda „Harry’ego” T. Stone’a w sitcomie NBC Nocny sąd (Night Court), za którą trzykrotnie w latach 1984–1986 był nominowany do nagrody Emmy dla najlepszego aktora pierwszoplanowego w serialu komediowym.
Anderson pojawił się w wielu innych programach telewizyjnych i serialach, w tym w The Tonight Show w roli głównej jako Johnny Carson. Jako magik Anderson występował często, wykonywał wiele komediowych oraz magicznych tricków dla klubów i transmisji telewizyjnych, w tym Sideshow (1987). W miniserialu ABC To (1990), telewizyjnej adaptacji powieści Stephena Kinga, został obsadzony w roli dorosłego Richiego Toziera. Od 20 września 1993 do 18 lipca 1997 grał rolę felietonisty Davida Barry’ego w sitcomie CBS Świat według Dave’a (Dave’s World).

## Życie prywatne
W latach 1977–1999 był żonaty z Leslie Pollack, z którą miał córkę Evę Fay Mellette (ur. 19 grudnia 1980) i syna Dashiella Williama (ur. 26 stycznia 1986). W 2000 zawarł związek małżeński z Elizabeth Morgan, którą poznał w Nowym Orleanie, gdy była barmanką.
W latach 90. otworzył mały sklep w dzielnicy francuskiej o nazwie Sideshow, sprzedając różne „magiczne, ciekawostki i apokryfy”. W 2002 przeprowadził się z Pasadeny w Kalifornii do Nowego Orleanu. W 2006 Anderson i jego żona Elizabeth przeprowadzili się z Nowego Orleanu do Asheville w Północnej Karolinie.

### Śmierć
Pod koniec stycznia 2018 Anderson miał atak grypy, po którym doznał kilku udarów. 16 kwietnia 2018 zmarł we śnie na udar spowodowany grypą i chorobami serca w swoim domu w Asheville w Karolinie Północnej w wieku 65 lat.

## Filmografia
- 1982: Zdrówko jako Harry 'The Hat' Gittes
- 1984: Nocny sąd jako sędzia Harry T. Stone
- 1988: Szpiedzy, cuda i nagie uda jako Freddie
- 1988: Tanner 88 jako Billy
- 1989: Opowieści z krypty jako Jim Korman
- 1990: Mother Goose Rock 'n' Rhyme jako Peter Piper
- 1990: To jako Richard Tozier
- 1993: Świat według Dave’a jako Dave Barry
- 1996: Harvey jako Elwood P. Dowd
- 2000: Nagi patrol jako Bull Cracker
- 2014: Sprawa wiary jako profesor Kaman